# Rufino Eneias Gustavo Galvão
Rufino Enéas Gustavo Galvão, Visconde de Maracaju, (Laranjeiras, 2 de julho de 1831 — Rio de Janeiro, 18 de fevereiro de 1909) foi um marechal e político brasileiro.
Filho de José Antônio da Fonseca Galvão e Mariana Clementina de Vasconcelos Galvão, irmão de Antônio Eneias Gustavo Galvão, barão de Rio Apa, e do desembargador Manuel do Nascimento da Fonseca Galvão.
Foi presidente das províncias do Amazonas, nomeado por carta imperial de 19 de janeiro de 1878, de 7 de março de 1878 a 26 de agosto de 1879, de Mato Grosso e do Pará de 16 de dezembro de 1882 a 1884, além de ministro da Guerra em 1889 (ver Gabinete Ouro Preto), tendo comandado a delimitação da fronteira entre o Brasil e o Paraguai. Foi também ministro do Supremo Tribunal Militar.